# 艾哈邁德然·葉西莫夫
艾哈邁德然·斯馬古洛維奇·葉西莫夫（羅馬化：Ahmedjan Smağūlūly Esımov，發音：[ɑχmʲetˈʒan smɑɣo̙ɫo̙ɫɯ jesɘməf]；1950年12月15日—）是哈薩克政治家，曾於2017年至2021年擔任Samruk-Kazyna主席。在此之前，他曾於2015年至2017年擔任2017年世博主任、2008年至2015年擔任阿拉木圖市長、2001年至2004年和2006年至2008年擔任農業部部長，1994年至1996年和2002年至 2006年任哈薩克斯坦副總理，1996年至1998年任哈薩克斯坦第一副總理，1996年任哈薩克斯坦總統府代理主任兼國務部部長。

## 早年生活和事業
葉西莫夫出生於阿拉木圖州國際村的一個穆斯林哈薩克家庭。他是的侄子。1974年，葉西莫夫畢業於哈薩克農業學院農業機械化專業，1991年畢業於蘇共中央社科院，1999年獲經濟學博士學位。
葉西莫夫於1968年在德魯日巴國立農場擔任體育方法學家，開始了他的職業生涯。從研究所畢業後，他在列寧斯基國營農場擔任機械工程師，後來在哈薩克斯坦馬鈴薯和蔬菜種植研究所擔任工會工作委員會主席。
1979年任哈共卡斯克連區委組織部指導員，當選列寧斯基國營農場黨委書記。1982年起，葉西莫夫任哈薩克共產黨阿拉木圖州委員會農業部指導員。1983年，他成為列寧斯基國營農場的廠長。1985年，葉西莫夫被任命為卡斯凱倫區執行委員會主席。1986年，葉西莫夫當選為哈薩克共產黨奇利克區委員會第一書記。